# Cossulus argentatus
Cossulus argentatus är en fjärilsart som beskrevs av Otto Staudinger 1887. Cossulus argentatus ingår i släktet Cossulus och familjen träfjärilar. Inga underarter finns listade i Catalogue of Life.